# 石手寺

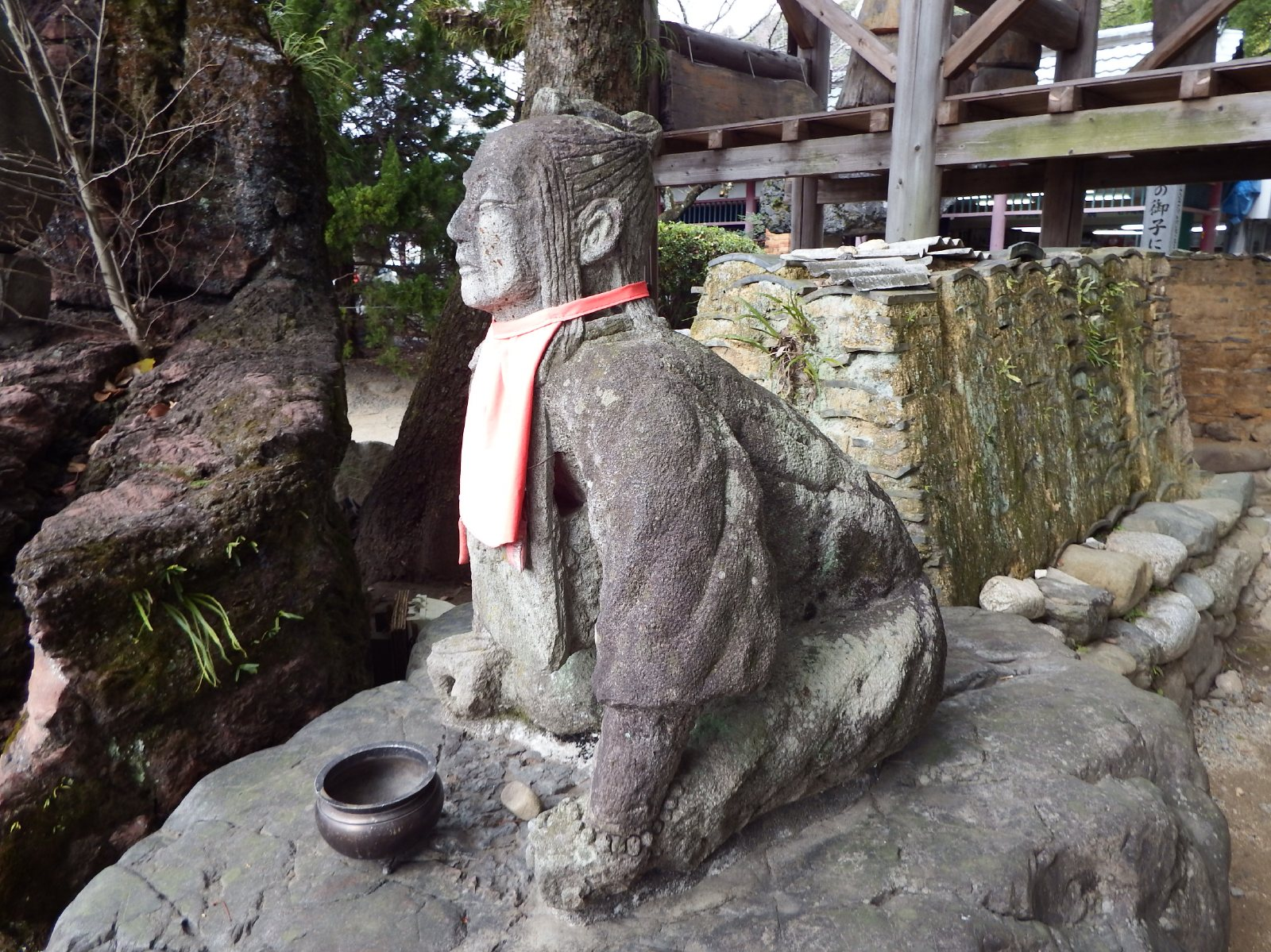
石手寺の衛門三郎

石手寺（いしてじ）は、愛媛県松山市にある真言宗豊山派の寺院。熊野山（くまのざん）、虚空蔵院（こくぞういん）と号す。本尊は薬師如来。四国八十八箇所第五十一番札所。遍路の元祖とされる衛門三郎の再来伝説ゆかりの寺でもある。
初詣・厄除詣の参詣者数は県内随一であり、道後温泉から近いため、遍路の他にも、観光客で賑わうことが多く、2009年3月、ミシュランガイド（観光地）日本編において1つ星に選定された。
- 本尊真言：おん ころころ せんだりまとうぎ そわか
- 御詠歌：西方をよそとは見まじ安養（あんよう）の　寺に詣りて受くる十楽（じゅうらく）
- 納経印：本尊、奥之院石鉄寺、衛門三郎再生大師

## 歴史
寺伝によれば、神亀5年（728年）に伊予国の太守、越智玉純（おちのたまずみ）が夢によってこの地を霊地と悟り熊野十二社権現を祀った。これは聖武天皇の勅願所となり、天平元年（729年）に行基が薬師如来を刻んで本尊として安置して開基したという。創建当時の寺名は安養寺、宗派は法相宗であったが、弘仁4年（813年）に空海（弘法大師）が訪れ、真言宗に改めたとされる。寛平4年（892年）領主・河野息利に生まれた長男・息方が当寺で祈祷を受けると握っていた手から「衛門三郎再生」と書かれた石が現れたという衛門三郎再来の伝説によって石手寺と改められた。
河野氏の庇護を受けて栄えた平安時代から室町時代に至る間が最盛期であり、七堂伽藍六十六坊を数える大寺院であった。永禄9年（1566年）に長宗我部元親による兵火をうけ建築物の大半を失っているが、本堂や仁王門、三重塔は焼失を免れている。
なお、四国遍礼霊場記（寂本 1688年刊)によると、草創は元明天皇（707年～715年在位）の時に小千玉興(たまおき)が和銅5年（712年）白山権現を勧請する。だが、加賀国で白山権現が初めて現れたのは717年で怪しいと記しているが当記の絵図には当寺の北西域に白山の祠が描かれているが1800年の四国遍礼名所図会には記述が無い。神亀5年（728年）伽藍が建立され、翌年の天平元年に河野玉澄が薬師如来を建立し行基菩薩に開眼してもらう。勝宝7年（755年）には東西の総門や韋駄天宮が建立され、孝謙天皇から大般若経を賜る。弘仁年中（810年～824年）嵯峨天皇の時それまでの法相宗から真言宗になる。そのころの住持は良賢にて、空海と衛門三郎の逸話があり、年月を経て（832年）国司河野氏に衛門三郎の後身と云われる息方（をきかた）が生まれ、後に息方は当寺を崇敬再興し、熊野十二所権現を勧請し寺名を安養寺から熊野山石手寺と改める。

## 境内

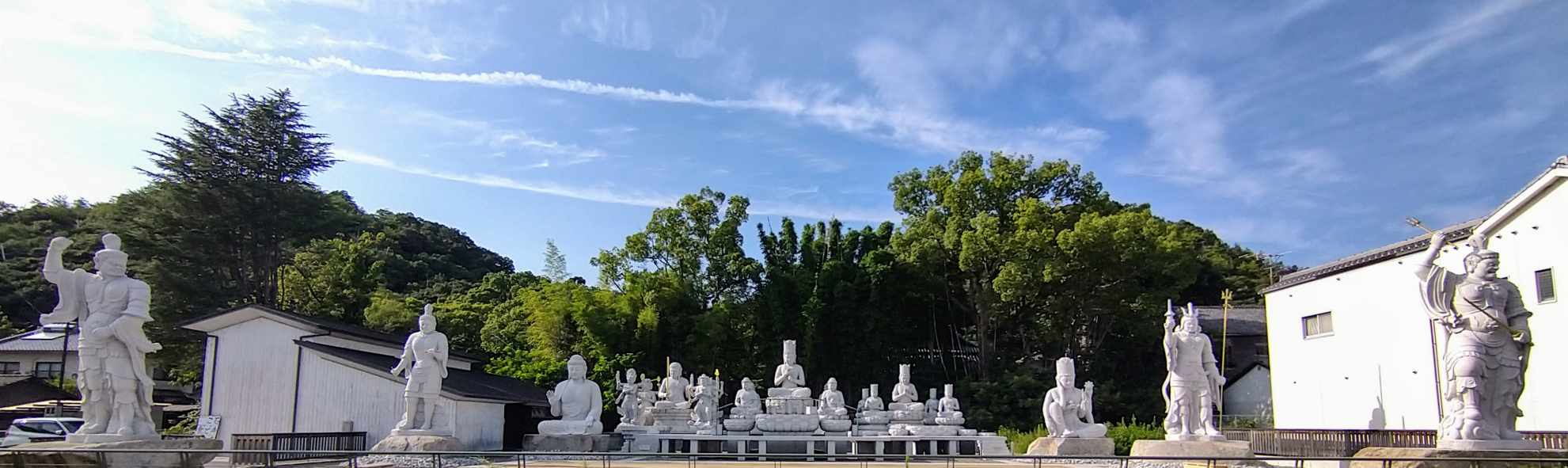
大日曼荼羅石像群

- 山門（仁王門）【国宝】
- 本堂【重要文化財】 - 本尊・薬師如来坐像。当初は文殊菩薩が本尊、その後は、熊野三所権現を祀る熊野権現社となり現在は薬師堂[注釈 1]。毎年、10月下旬に本堂の内拝がある（令和元年の場合10月21日から10月28日午前9時から午後3時半・200円、その年により変更有）。
- 大師堂 - 本殿秘仏大師像を模したと思われる大きさ姿がそっくりの大師像を眼前で拝顔できる。かつては壁に正岡子規、夏目漱石ら多くの文化人の落書きが記されており、「落書堂」とも呼ばれていたが、壁は第二次大戦中に塗りなおされている。現在でも、白いボードが貼られていて落書きができる。
- 訶梨帝母天堂【重要文化財】 - 訶梨帝母尊（鬼子母神）を祀る堂。妊婦は堂周りの石を持ち帰り、無事に出産すると石を2つにして返すという風習がある。堂と云いながら祠である。
- 一切経堂 - 輪蔵と、中国南北朝時代の傳大士（ふだいし497年 – 569年）を祀る。
- 護摩堂【重要文化財】 - 不動明王立像と二童子
- 弥勒堂 - 知足天の扁額があり、知足天は兜率天のことで弥勒菩薩がいるところ。
- 鐘楼（袴腰造）【重要文化財】- 重要文化財の鐘がぶら下がっていて住職しか撞けない。
- 三重塔【重要文化財】 - 周りで四国八十八箇所のお砂踏みができる。

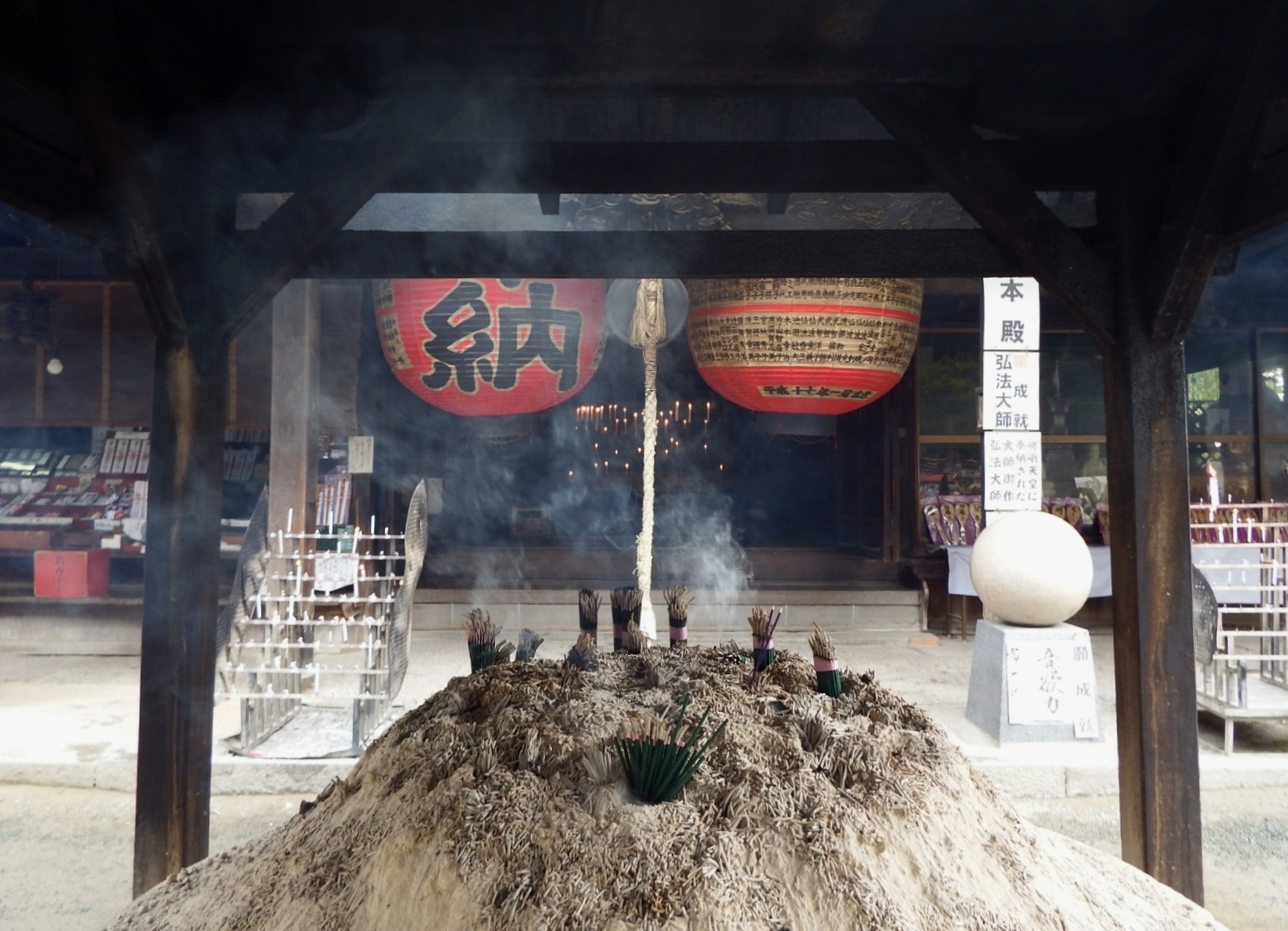
本殿前の香炉に線香の煙

- 本殿 - 空海との別離を悲しむ嵯峨天皇のため形見として自作し天皇に渡されたと云われる50年毎開帳の秘仏弘法大師坐像（全身漆黒であるが目は見開いている）が本尊である。歴代天皇に受け継がれてきた坐像は、1089年（寛治3年）堀河院の代に当寺へ下賜され北条新大夫親経がこの堂を建て納められた。空海生誕1,250年である2023年に4か月間開帳された。この堂の前にある香炉に奉納した線香の煙が絶えず名所で、堂の中に上がって参拝できる。堂は2021年改修されている。
- 阿弥陀堂 - 阿弥陀仏を拝観できる。明治以前は札所本尊の薬師如来坐像を祀る本堂。
- 鐘楼（吹放し型） - 山門を入って左の鐘は自由に撞ける。
- 愛媛パゴダ - レンガ造りの大きな建物。ビルマの戦没者を祀る。

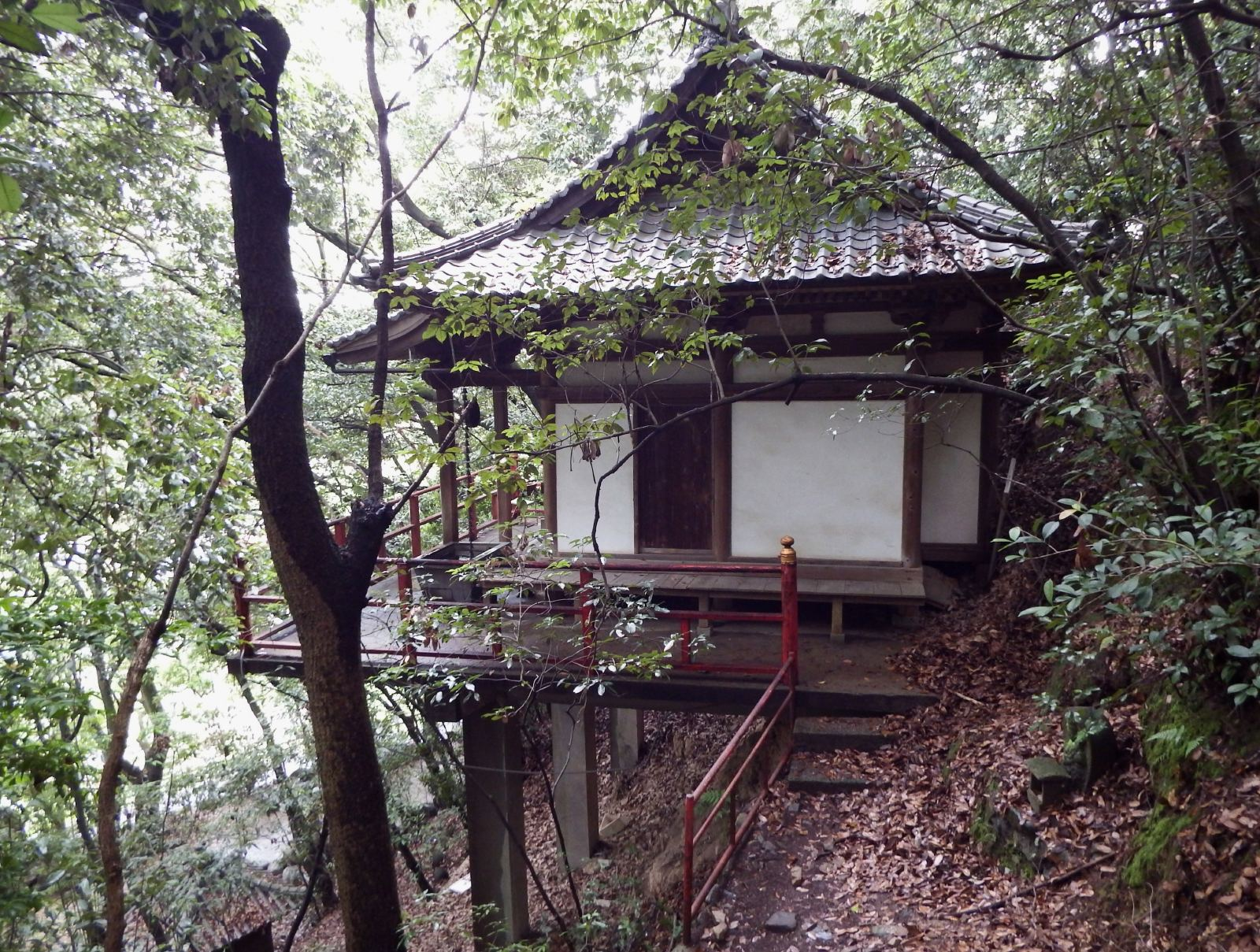
懸造の観音堂

- 観音堂 - 鉄筋コンクリート造の懸造の土台に木造入母屋造。本尊観音菩薩。
- 釈迦堂
- 毘沙門天祠
- 絵馬堂 - 本堂と大師堂の間にあり
- 十二社権現の祠 - 絵馬堂の背後にあり
- 穴地獄の祠
- 水天堂（小堂） - 甕が一つ置かれており海の干満がわかるという。
- 弁財天の祠 - 小池の中にあり
- マントラ洞窟 - 本堂左奥から入り大師堂の背後に出る、真直ぐ進むと山の裏側に出る。金剛界・胎蔵界のマントラを表現している。
- 中雀門 - 本坊の区域に入る門。
- 大講堂 - 文殊菩薩坐像と脇仏に不動明王立像と毘沙門天立像、脇に興教大師像。
- 宝物館 - 安養寺時代からの寺宝を展示する。衛門三郎の再来伝説の「石」も見ることができる。
- 仏陀研究館 - 新しい建物で仏陀の仏像が展示されている。
- 安養閣 - 東門から出た外にある。
- 大日曼荼羅石像群 - 境外道路脇に、東寺講堂の立体曼荼羅に模した石像群（大日如来と四仏、金剛波羅蜜と四菩薩、不動明王と四明王の合計15体）が2018年設置され、さらに、釈迦如来と如意輪観音と四天王の6体が追加され2023年3月20日に開眼法要が行われた。仏陀研究館の東に入口があり、真っ暗な洞窟を通過すると不動明王を中心とする明王室と大日如来を中心とする如来室が2つの計３室あり座禅や瞑想ができる。それを抜けると石造群のある外に出る（有料300円）。
- お山四国登り口 - 本堂に向かって左に登り口がある。
  - ミニ四国八十八箇所 - 愛宕山（標高115 m）の山頂を経て下ると43番まであり、44番から88番は巨大な西安大師（像高16 m)が頂上に立つ東側の常光寺山（標高124 m）を巡る。四十九日迄に白位牌と共に皆で参り供養する。
  - 随求堂 - 大随求菩薩を祀る。5番の右にある
  - 石手寺古墳第1号・第2号の二基 - 上記堂のさらに右にある。
  - 愛宕社（祠） - 愛宕山の山頂は平で広く展望台になっていて愛宕権現を祀る祠がある。松山城や松山市街地が展望できる。

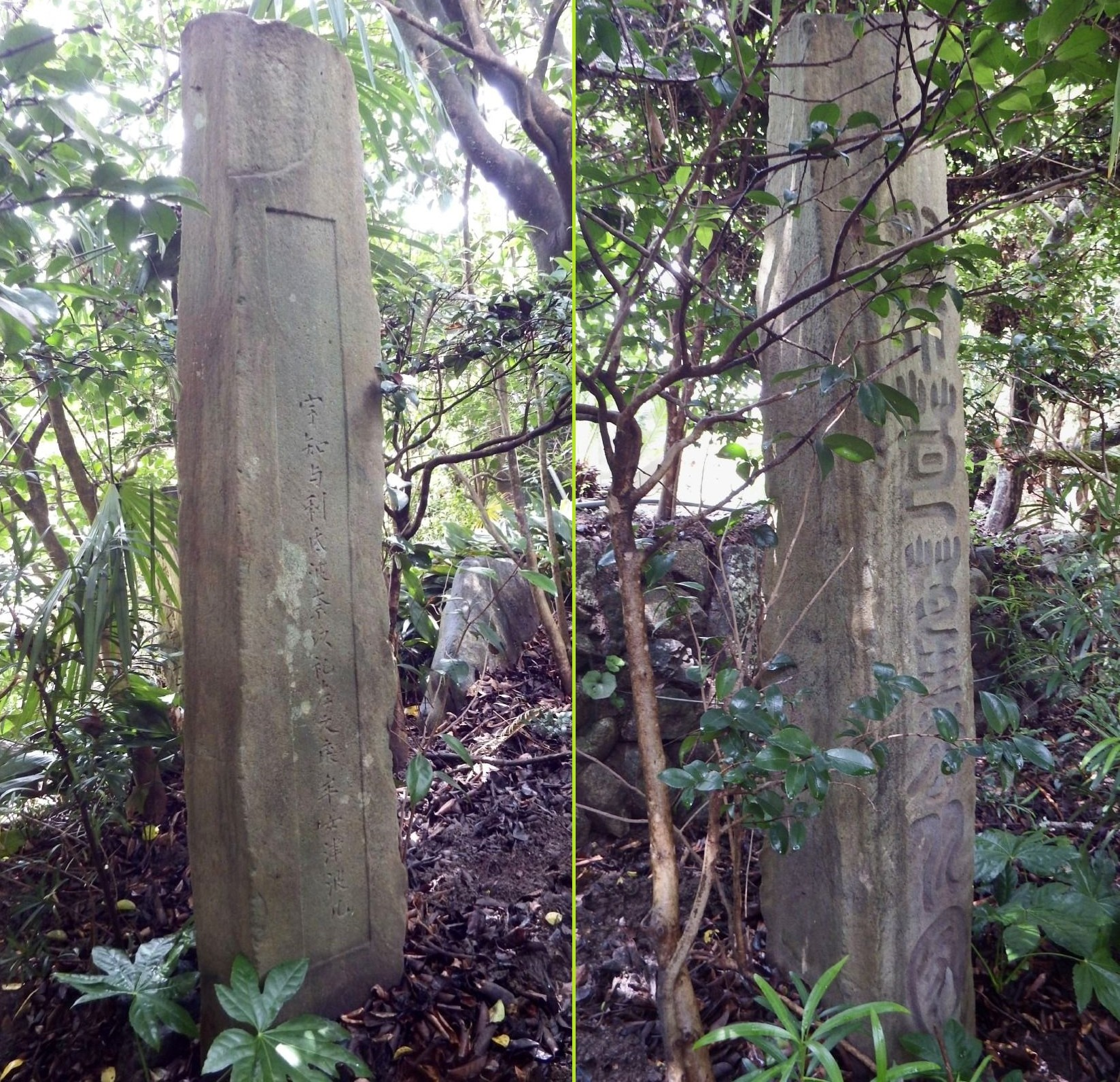
祭芭蕉翁冢（裏・表）

- 奥の院しょうじょう寺 - 山の裏側にあり、マントラ塔（永代供養塔）や釈迦如来や木彫り五百羅漢がある。
- 句碑・歌碑・川柳碑 - 正岡子規「南無大師石手の寺よ稲の花」、前田伍健「鎌倉のむかしを今に寺の鐘」が露店が並ぶ仲見世の右に、宇田零雨「石手寺の松を拝みて年迎ふ」が左にある。種田山頭火「うれしい古ともかなしい古とも草しける」が地蔵院の中にあり、参道に戻り仁王門の右前に重松俊章「御佛の瞳は慈悲に輝きて 悩みと罪の子等に微笑む」がある。境内中央には松尾芭蕉「宇知与利氐波奈以礼佐久戻牟女津波几」で祭芭蕉翁冢[注釈 2] が三重塔の北斜面の樹木の中に、正岡子規「身の上や御鬮を引けば秋の風」が納経所に向かって左に、さらに入って宝物館入口右手前に尾崎行信「石据える手にきて蟻が喰ひさがる」、左の池の向こうに関谷嘶風「花はいさ鐘つかりけり石手寺」、がある。一つの石の前と側面に刻まれている与謝野晶子「伊予の秋石手の寺の香盤に海のいろして立つ煙かな」「石手寺や平和観音おはします香の煙は御山め久りて」が阿弥陀堂の左の鐘楼前にあり、愛媛パコタの横に藤井徳二郎「故郷の山に御霊よ帰りませ永久奈る平和を共に祈らむ」が、さらに西の出口へ向かう追悼エリアに篠原梵「葉櫻の中の無数の空さわぐ」、84句が書かれた愛媛平成連句の碑、富田狸通「一山の堂塔高き大夕焼」、有馬白陽「撞きす天し鐘の余韻乃桜可那」がある。なお、仲見世を出て右に門屋春風「麗らかや平和の碑塚とこしへに」と原田則人「見遙かす松山城や寺の秋」が、左に西村清雄「やま知古えて一人由希登主の手ニす加れる身ハ安介志」がある。

県道より、渡らずの橋と衛門三郎像の横を過ぎ、仲見世を行くと国宝仁王門に至る。くぐると、右に本殿・納経所、左右に鐘楼があって、その先に阿弥陀堂がある。正面奥に進んで一段高い位置に石段を上ると本堂が建つ。本堂の右に絵馬堂あり、その先に大師堂が並ぶ。本堂大師堂の背後にある山にはマントラ洞窟といわれる洞窟があり、本堂左後方に入口があり大師堂の裏に出口がある。大師堂右側には訶梨帝母天堂（祠）があり、石段を下りるとその右に三重塔が、左に一切経堂、護摩堂、弥勒堂が並ぶ。ここから左奥に入ると宝物館、大講堂がある。
- 石手寺の七不思議：渡ると足が腐るという渡らずの橋・不動明王の姿が浮かぶ不動石（仲見世の入口の右）・足腰の病に効く仁王門の大草鞋・病に効く香煙（茶道の前）・潮の干満が分かる水天堂の水瓶（現在は水は入ってない）・詞梨帝母天堂の子授かりの石・道後温泉の湯が沸く音が聞こえる湯音石（阿弥陀堂の前）・衛門三郎再来の玉の石（宝物館展示）・湧ヶ淵の大蛇の骨（宝物館展示）
- 宿坊：なし
- 駐車場：門前に大型バス用も含めて充分にあり。

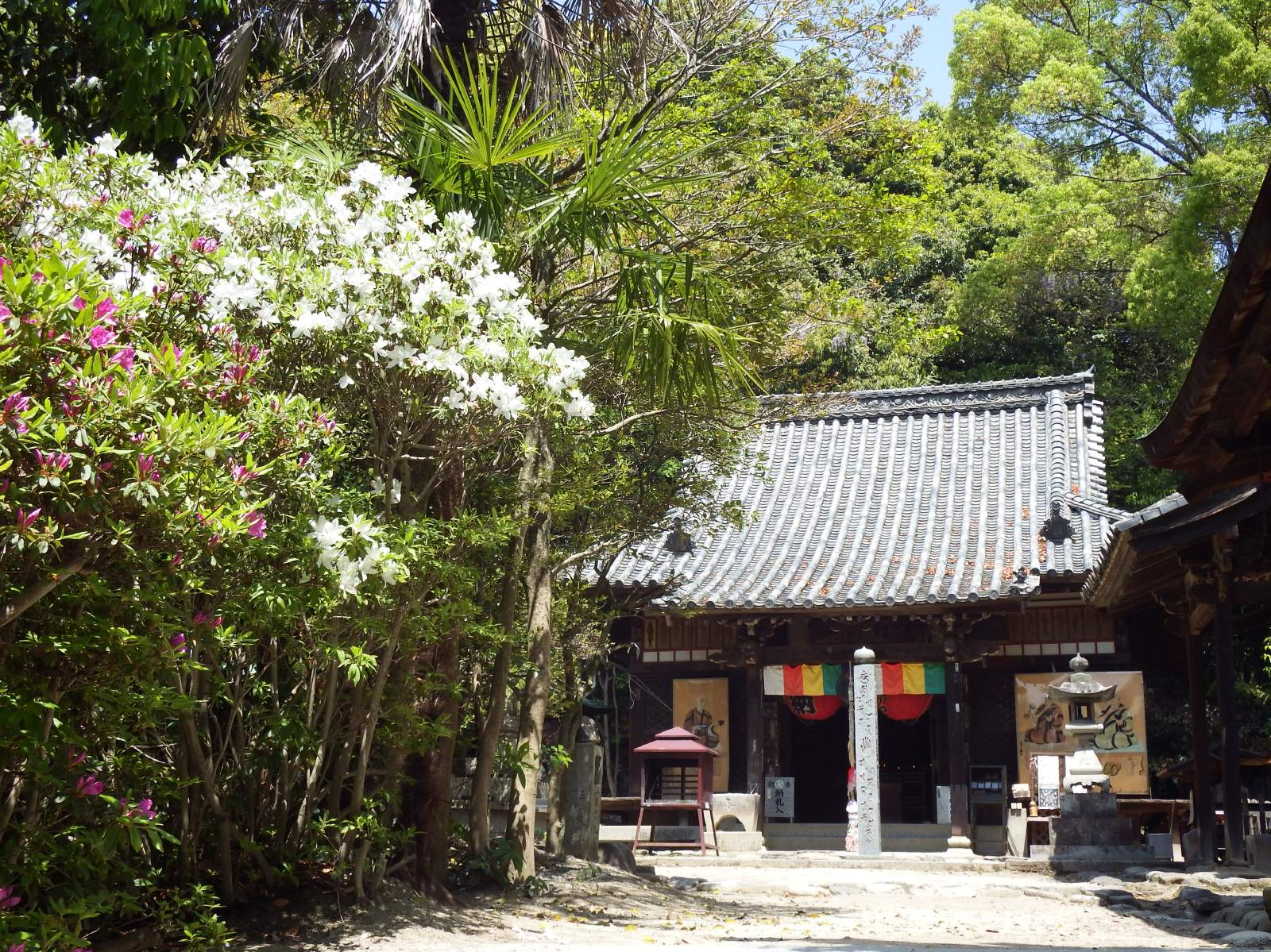
大師堂
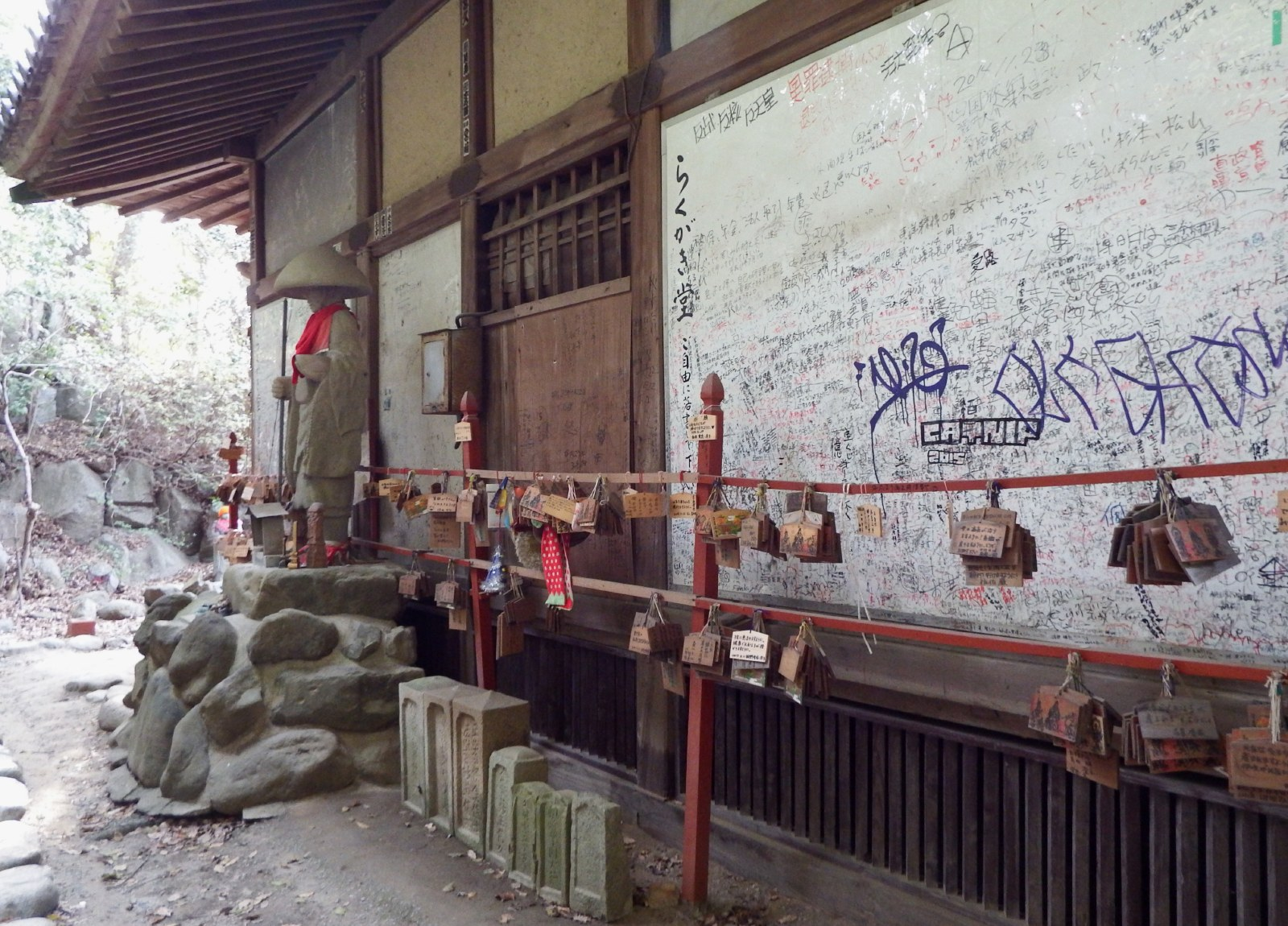
大師堂の背後
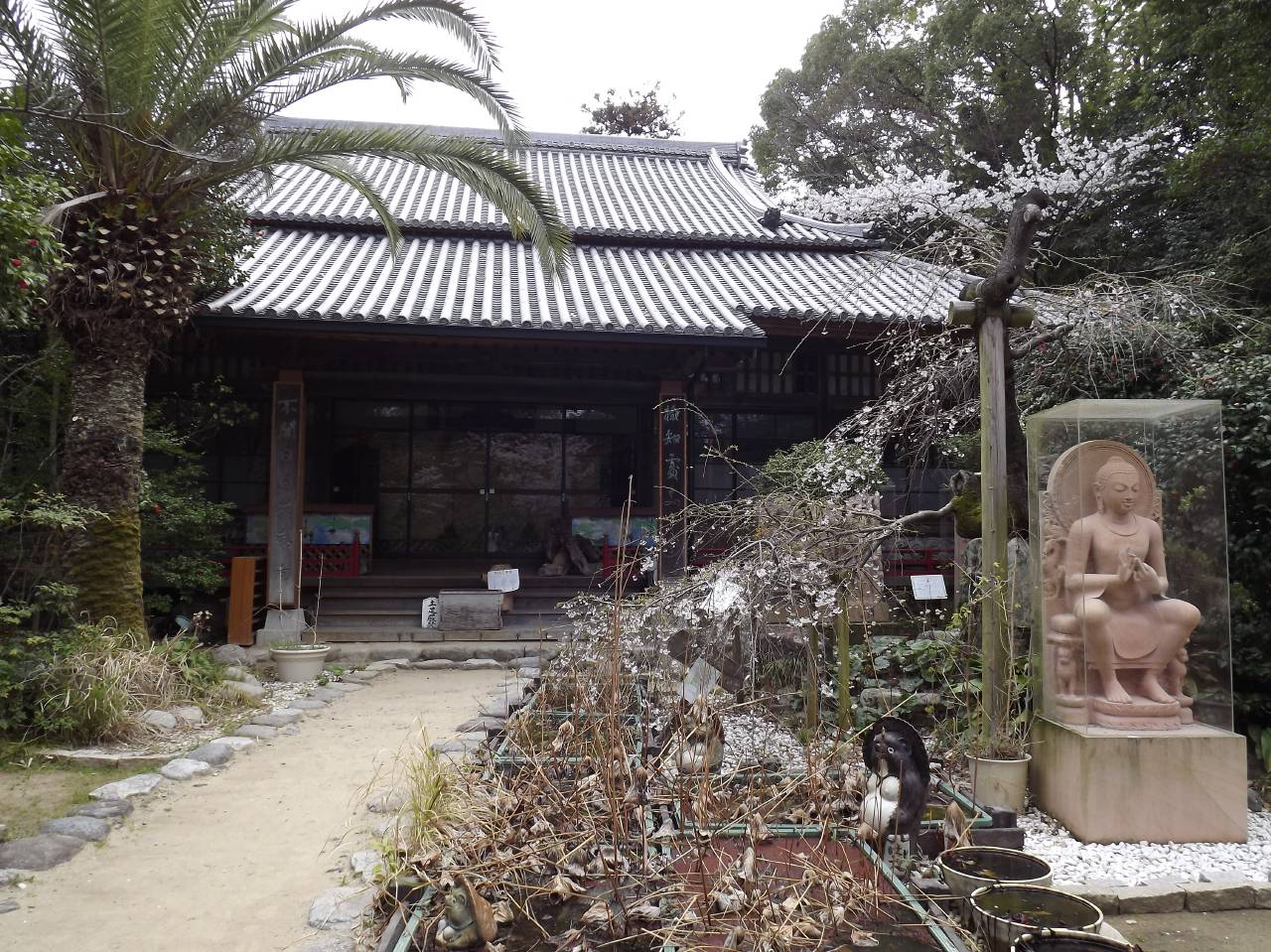
大講堂
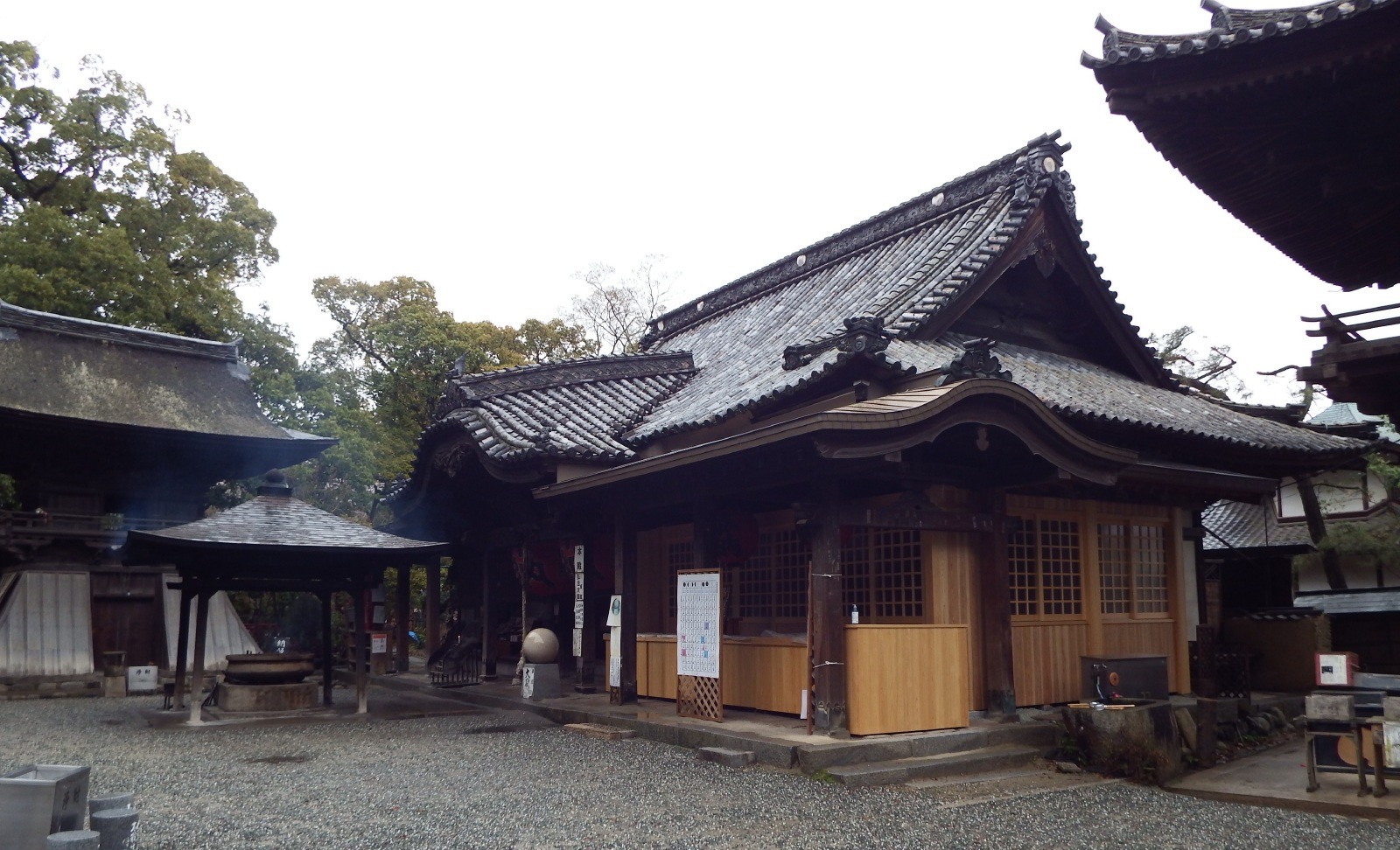
本殿
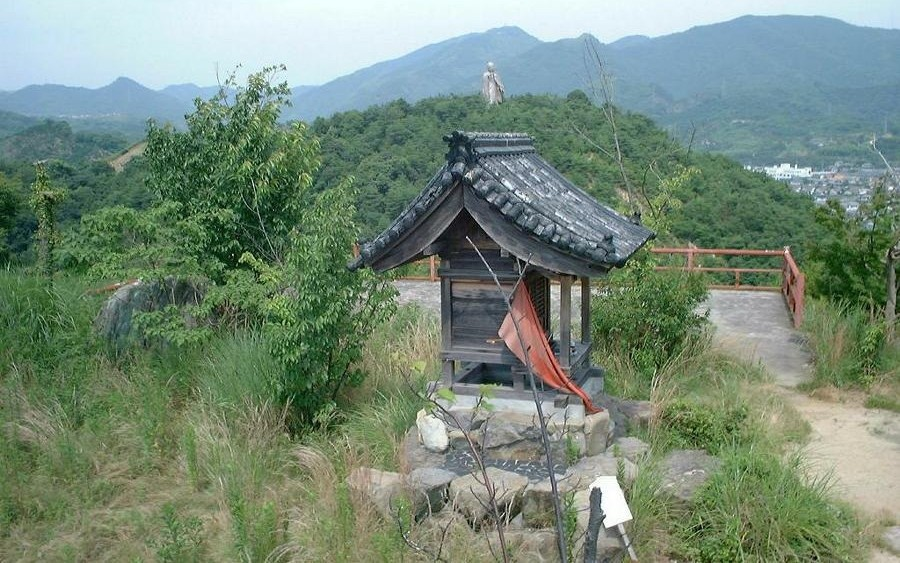
愛宕社
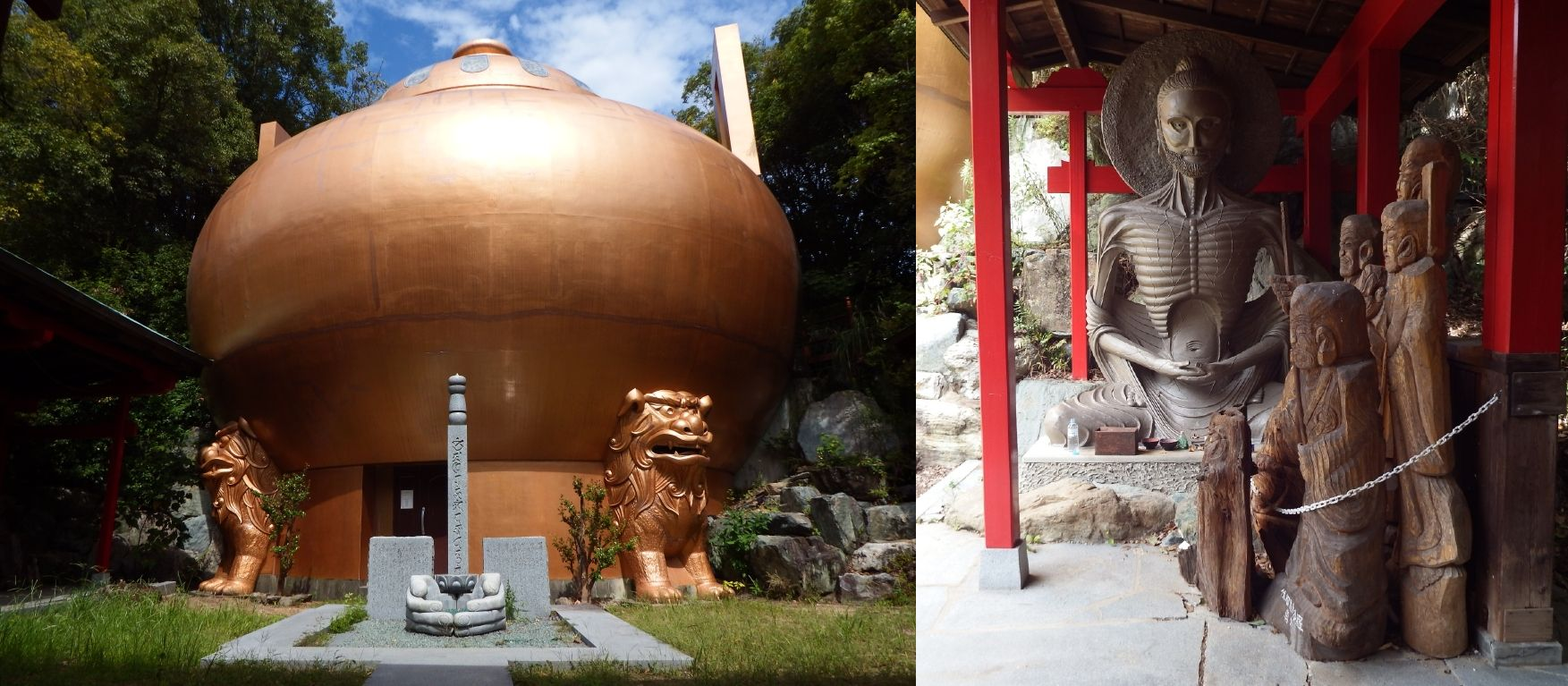
奥之院マントラ塔
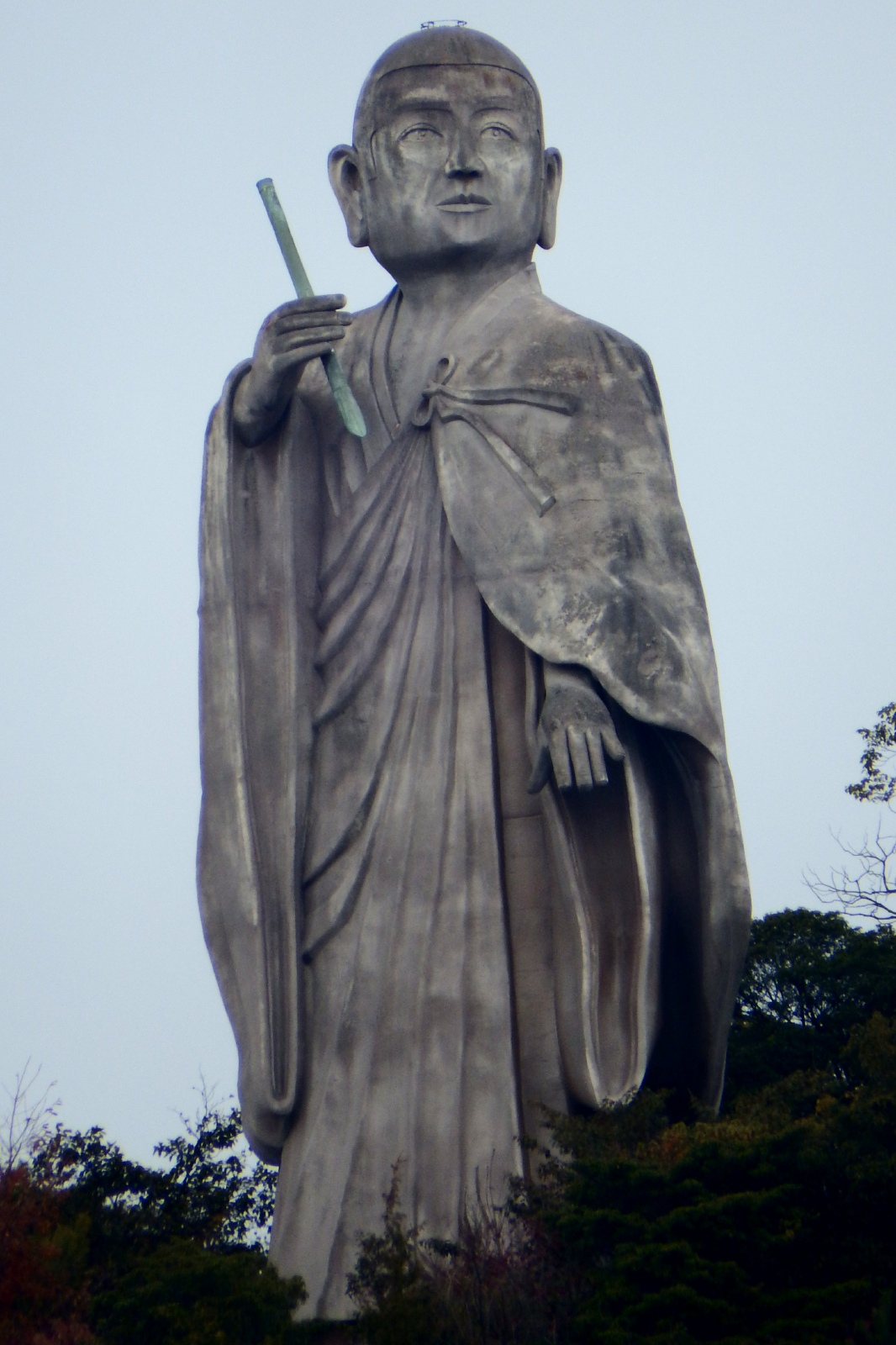
西安大師
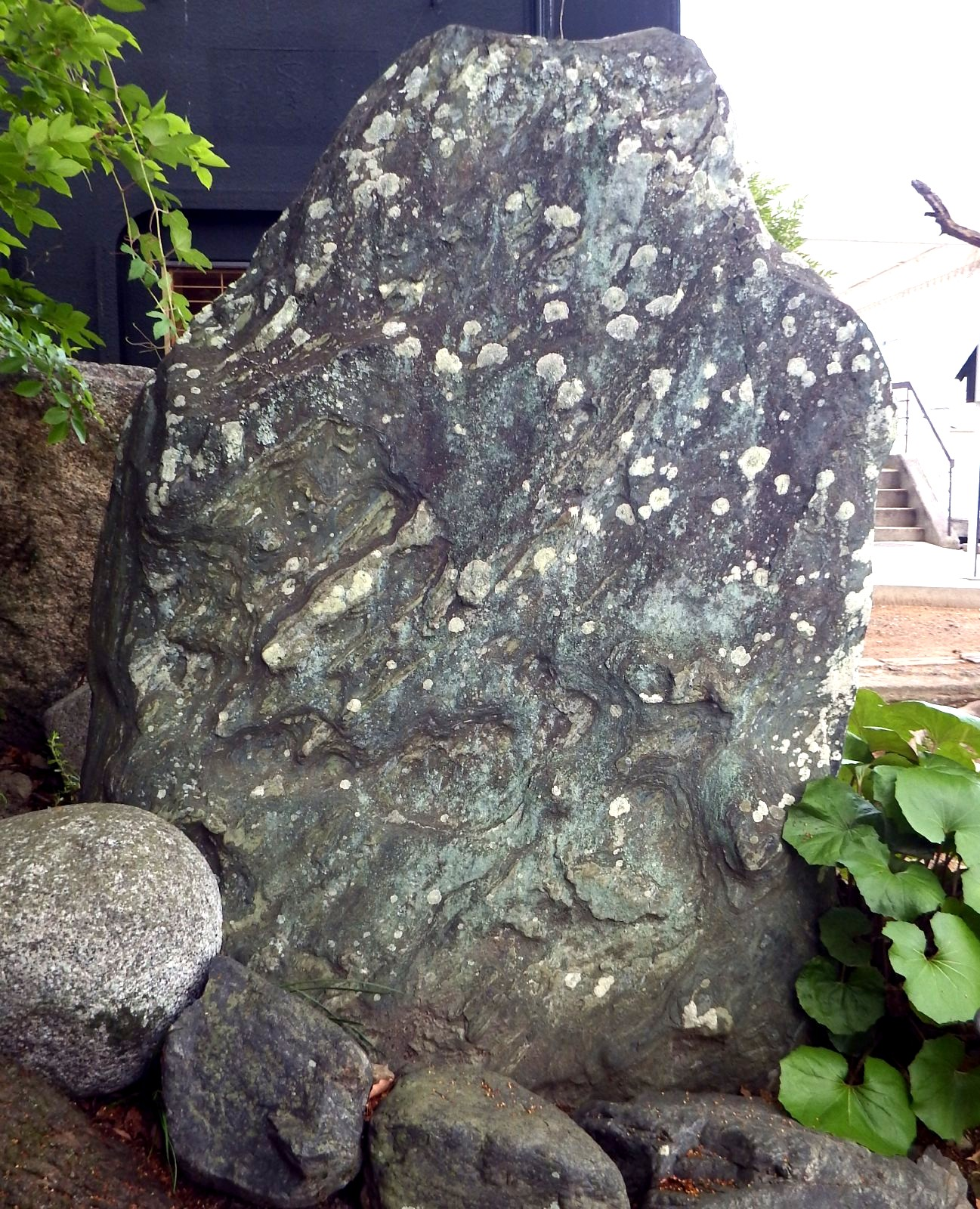
七不思議　不動石
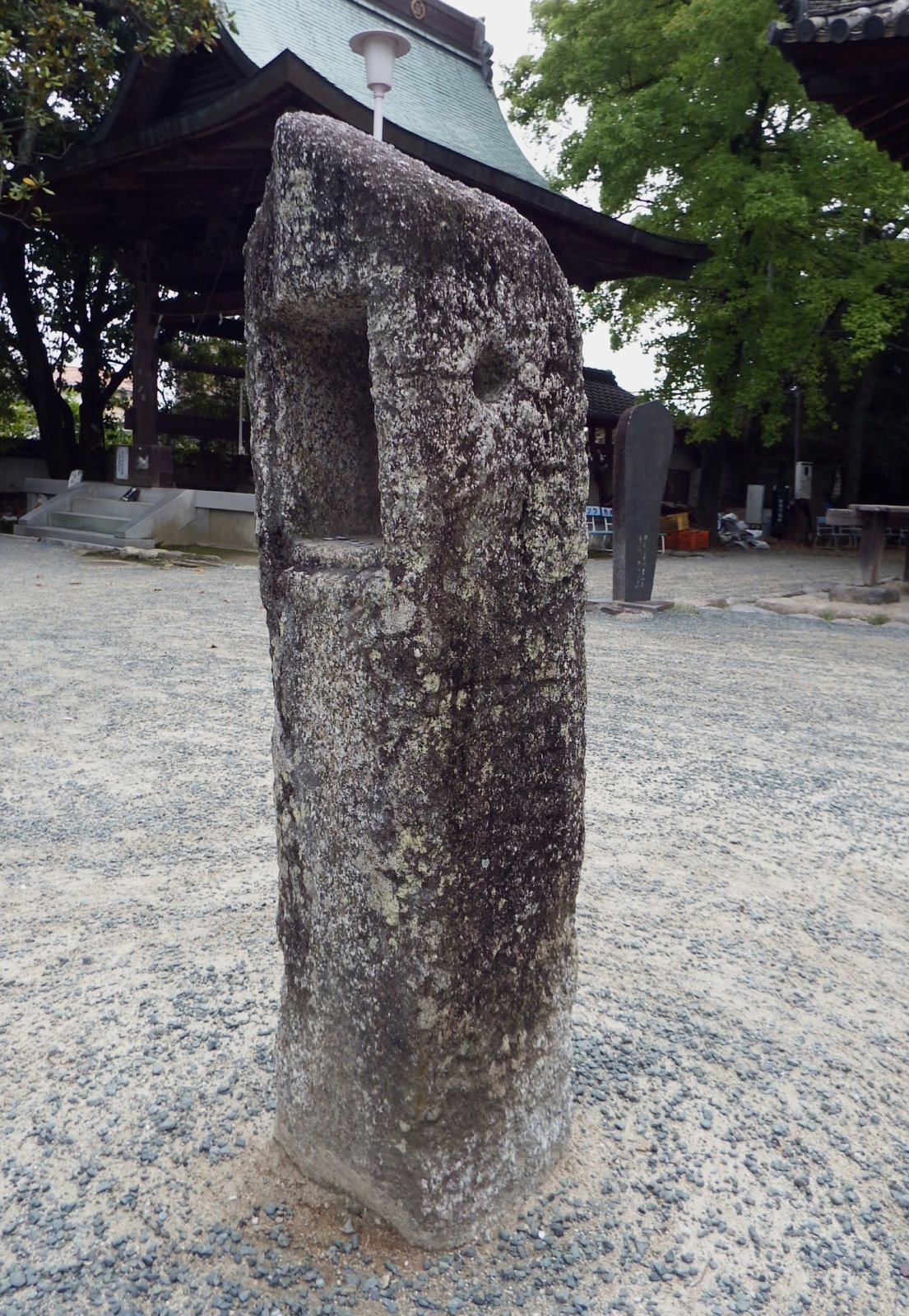
七不思議　湯音石

## 文化財
国宝

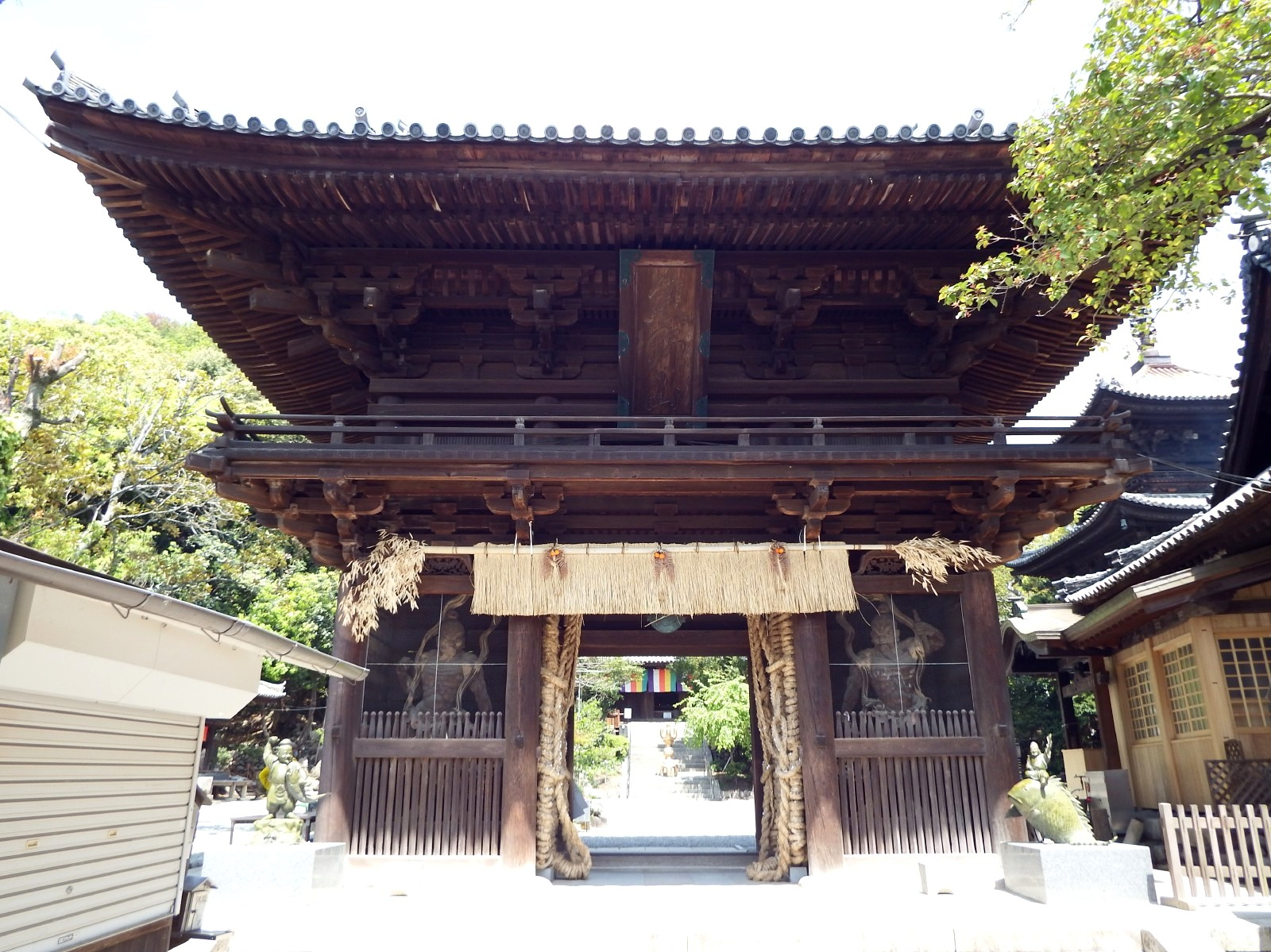
仁王門（国宝）

- 仁王門 - 三間一戸楼門、入母屋造、本瓦葺き。昭和27年11月22日指定[1]。『伊予古蹟志』に文保2年（1318年）の建立とある。様式的にもその頃の建立とみられ、鎌倉期建築の特徴がよく現れている。上層の回縁の出が大きく、入母屋屋根の反りが高い。組物は上層・下層ともに三手先（みてさき）とし、中備（なかぞなえ）は正面は三間とも本蟇股（ほんかえるまた）、側面は間斗束（けんとづか）とする[2]。

重要文化財
- 本堂 - 本瓦葺き、正面側面とも五間、単層入母屋造りの仏堂。鎌倉末期。明治40年5月27日指定[3]。
- 三重塔 - 鎌倉時代末期。明治40年5月27日指定[4]。
- 訶梨帝母天堂 - 鎌倉時代末期。昭和28年3月31日指定[5]。
- 鐘楼 - 袴腰造。元弘3年（1333年）の建立（柱墨書による）。明治40年5月27日指定[6]。
- 護摩堂 - 室町時代初期。昭和28年3月31日指定[7]。
- 五輪塔 - 鎌倉時代末期、総高273 cm花崗岩製。昭和27年11月22日指定[8]。源頼義の供養塔で、1995年に石手寺門前から境内裏の石手寺霊園の中央辺りの道路側へ移建された。
- 銅鐘 - 総高104.6 cm、口径59.8 cm、鋳銅製、建長3年（1251年）6月の銘。大正元年9月3日指定[9]
- 木造金剛力士立像（二王門安置） - 阿形253.3 cm、吽形251 cm、1240年頃、鎌倉盛期運慶派の特徴を示す[10]。令和4年3月22日指定[11][12][10]

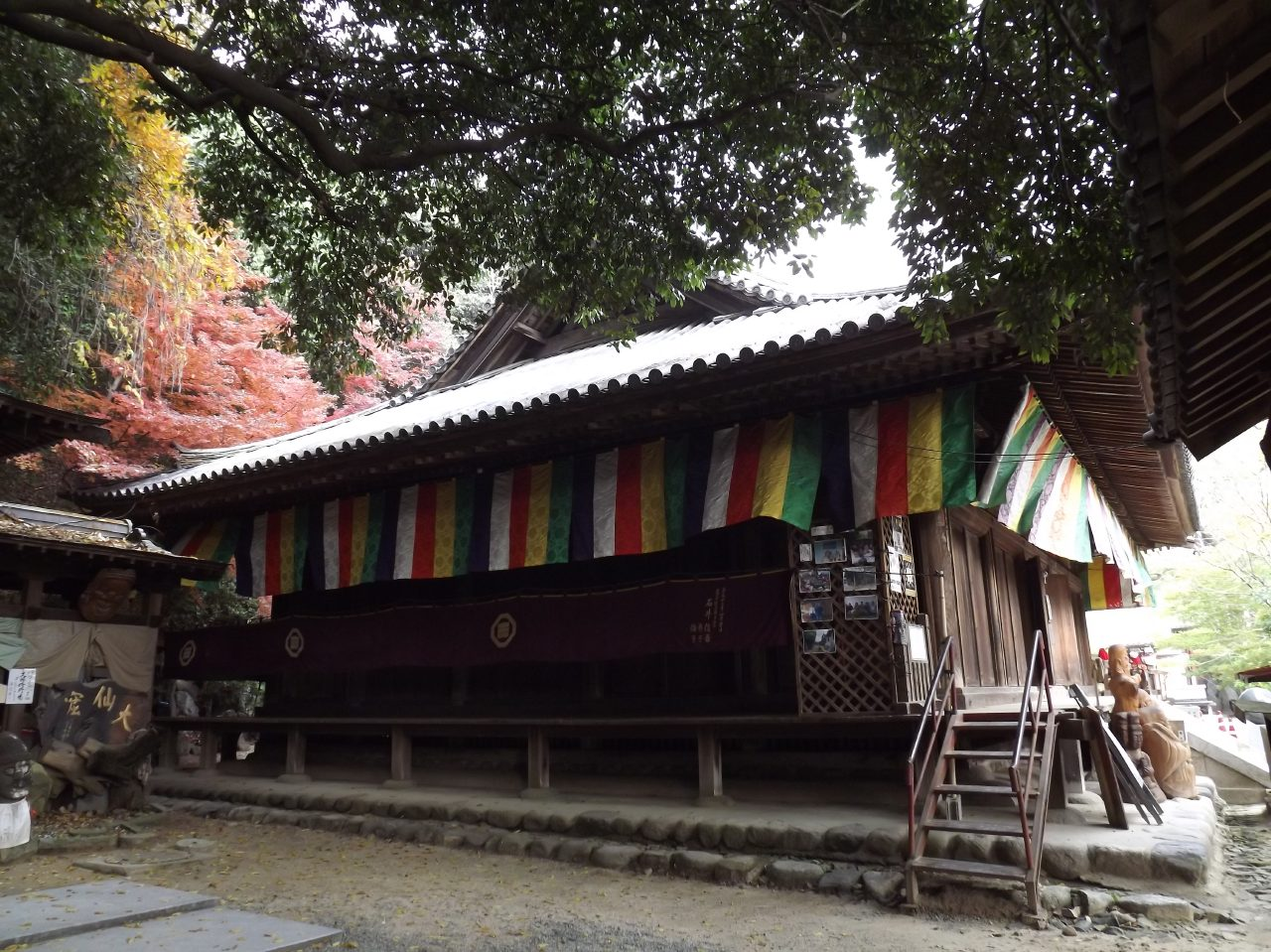
本堂（重文）
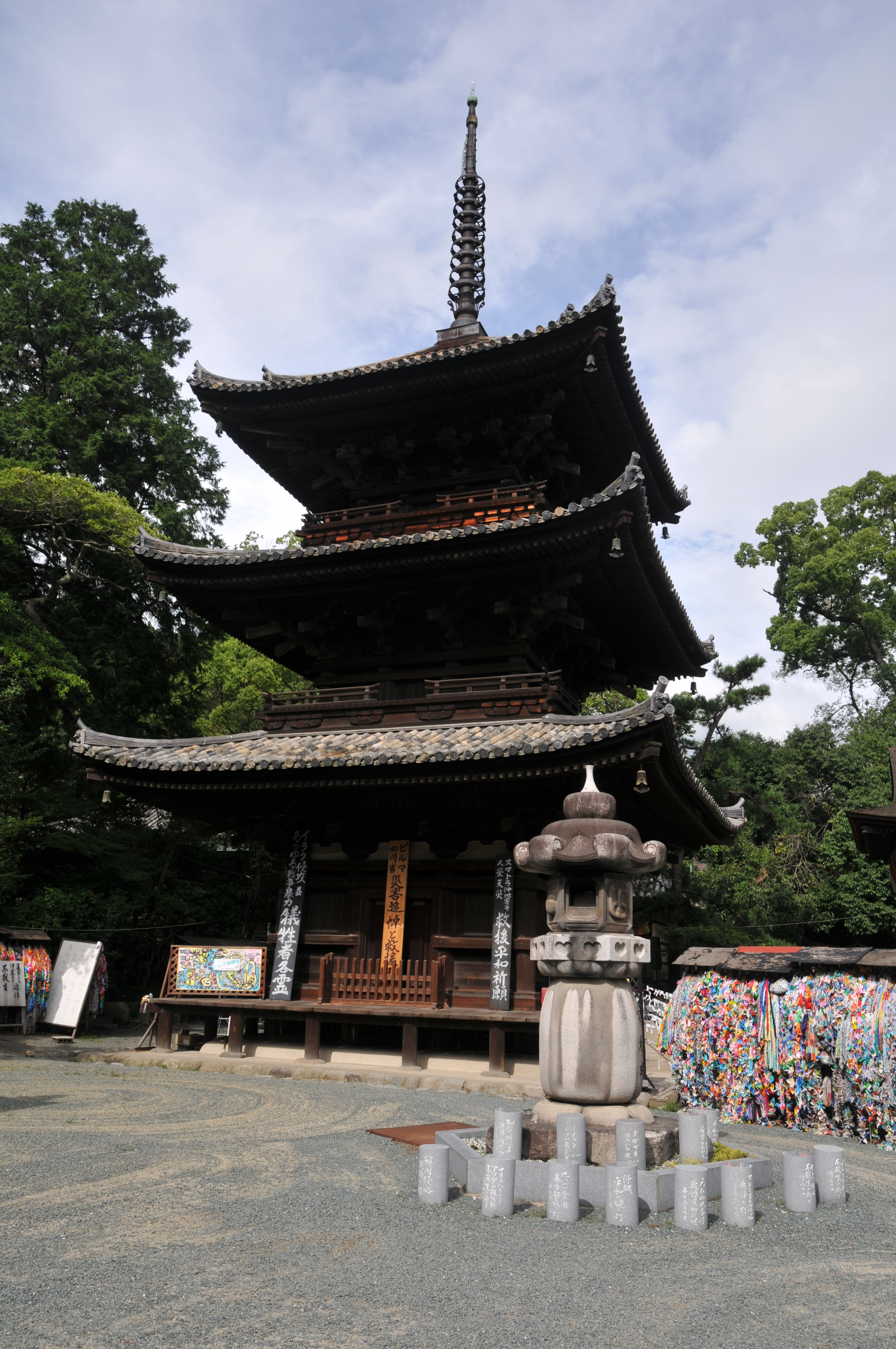
三重塔（重文）
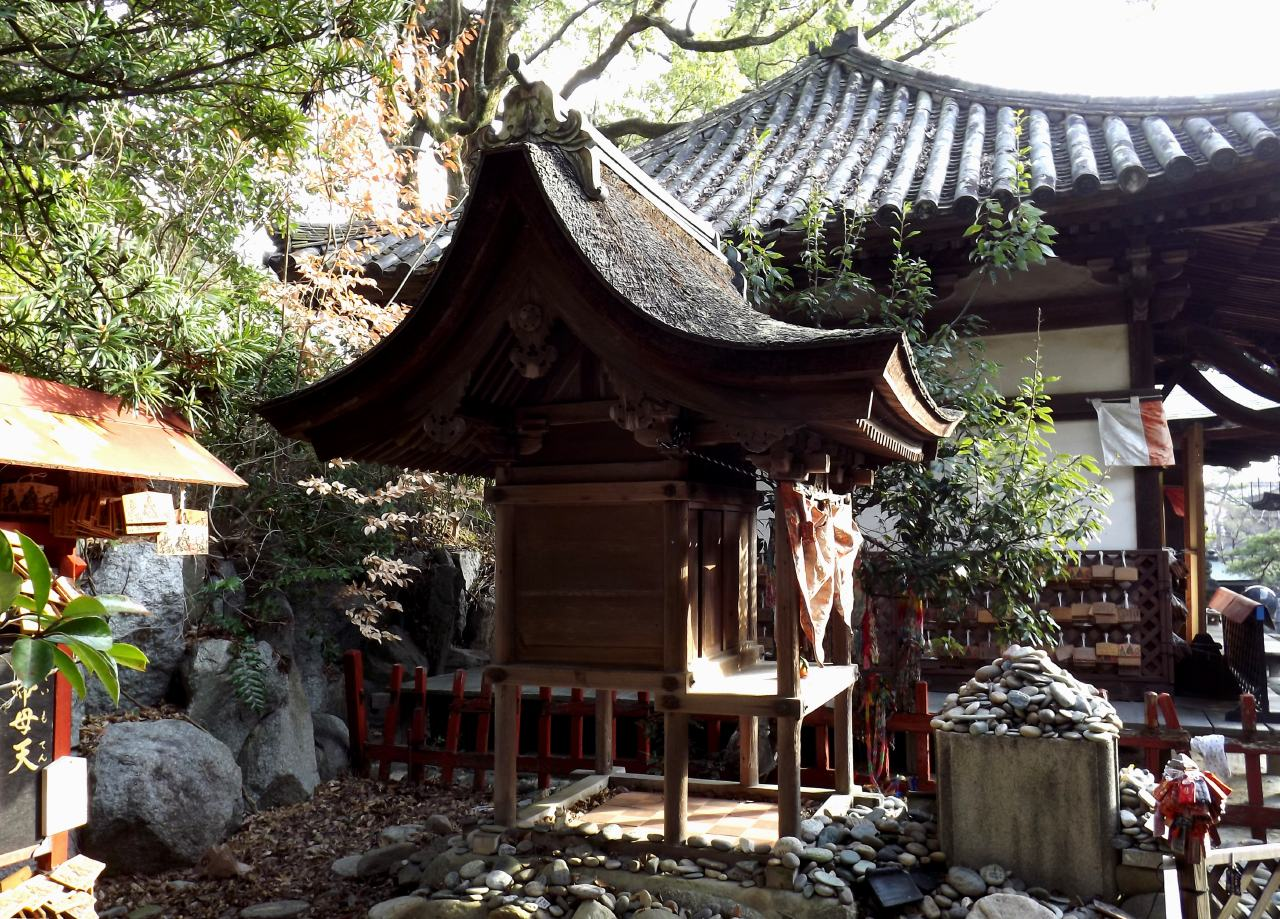
訶梨帝母天堂（重文）
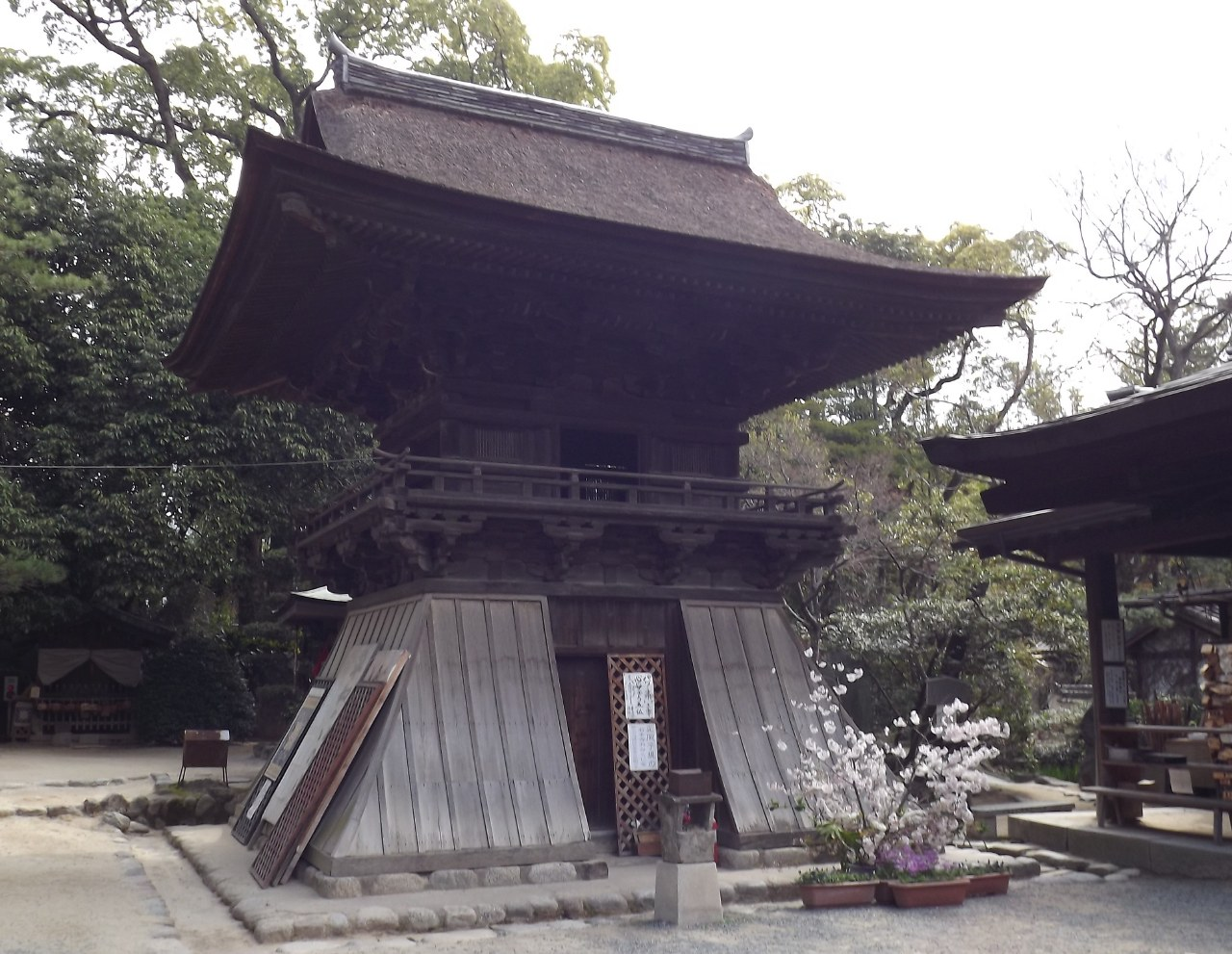
鐘楼（重文）
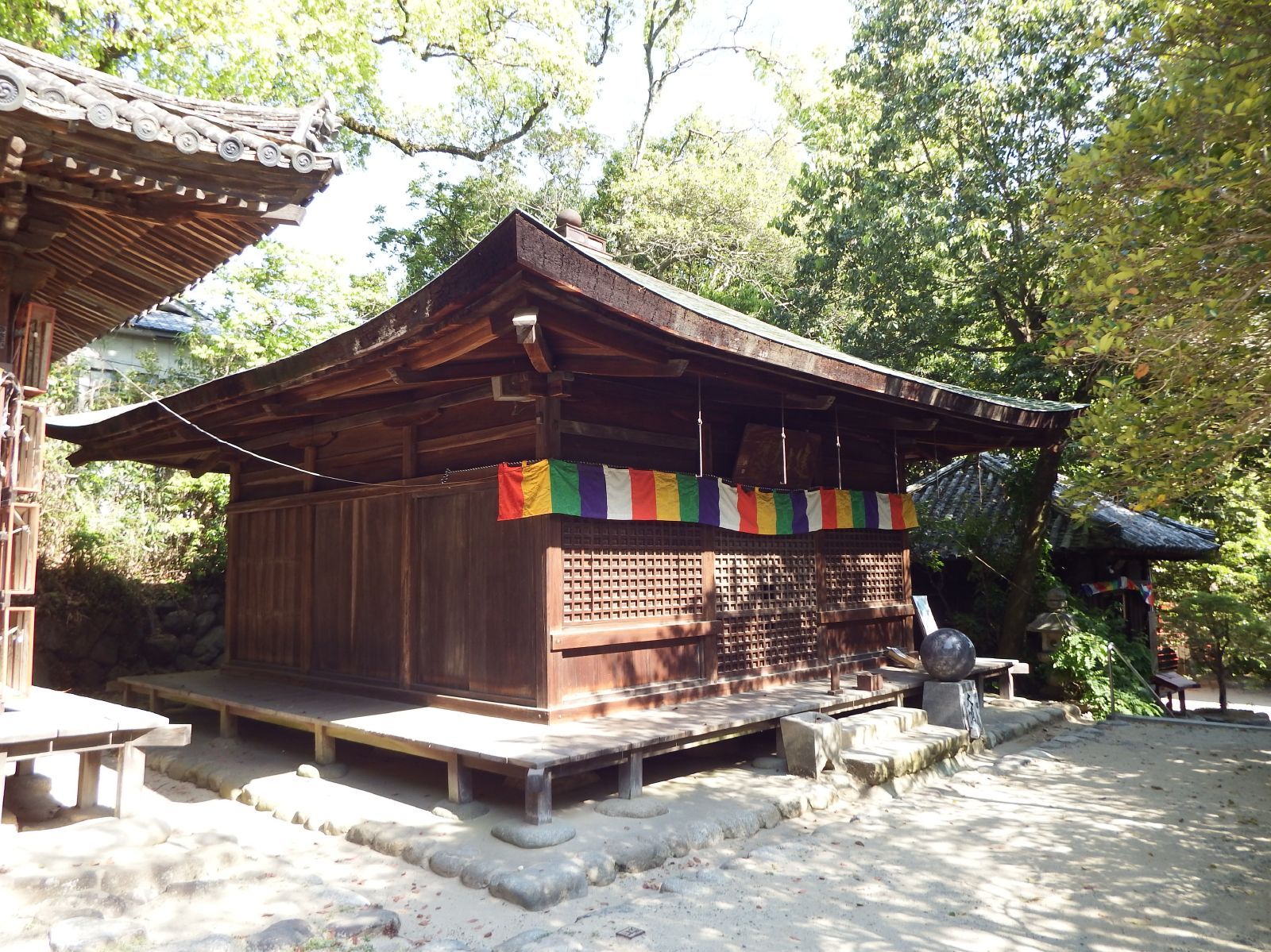
護摩堂（重文）
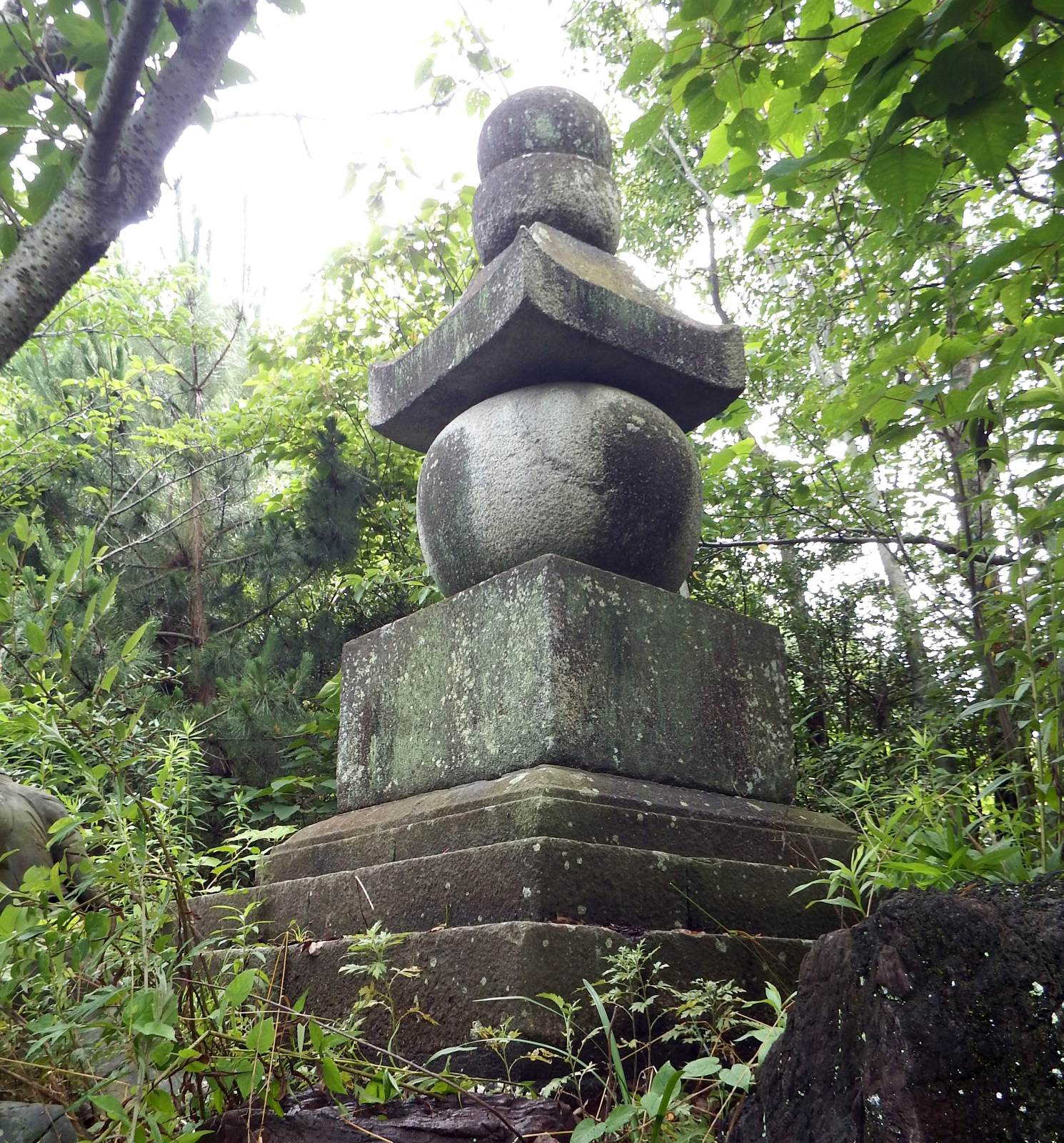
五輪塔（重文）
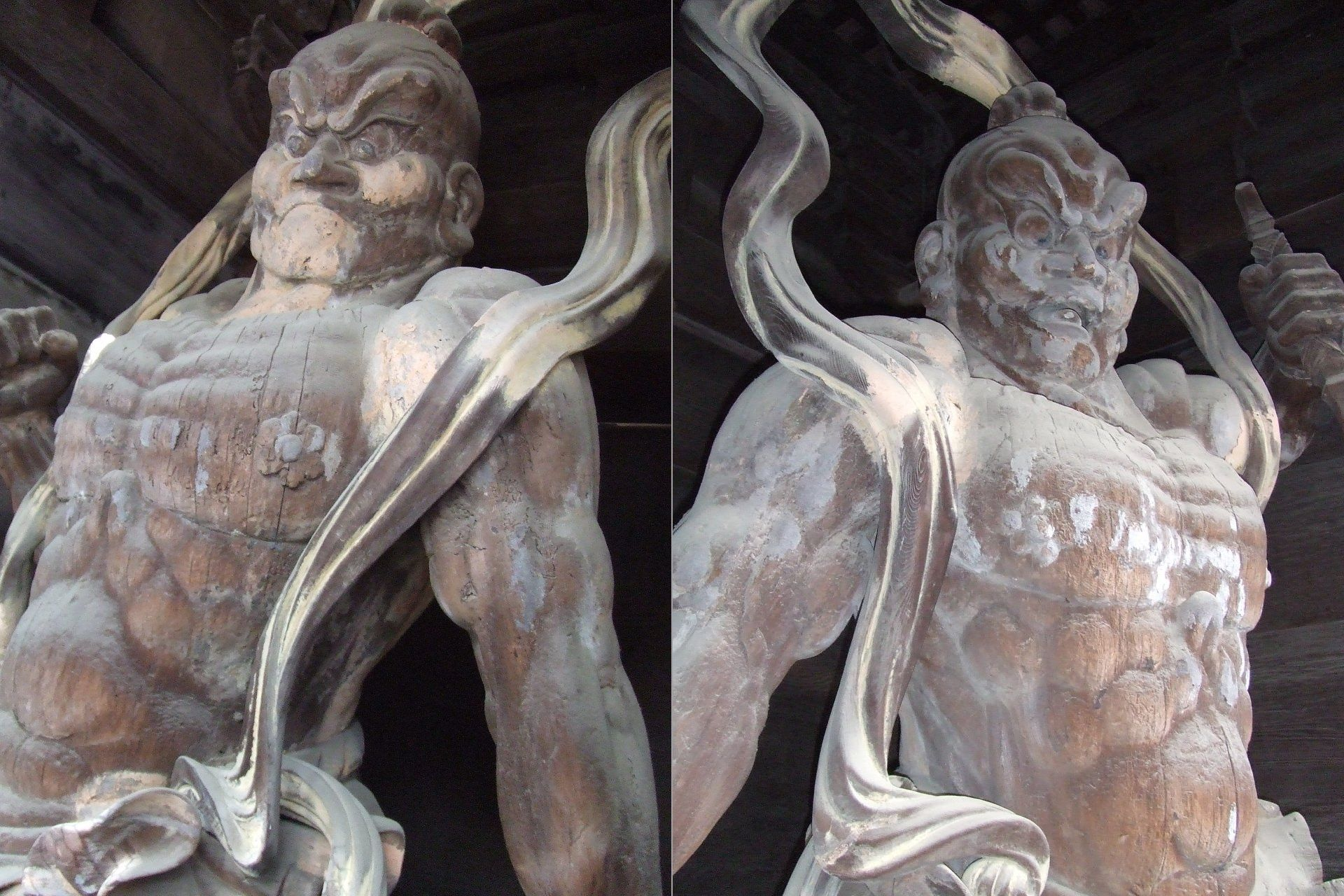
木造金剛力士立像（重文）

県指定有形文化財
- 木造不動明王および二童子立像（護摩堂安置） - 不動51.8 cm、童子27 cm、27.6 cm、一木造、鎌倉時代中期。昭和40年4月2日指定[13]。（以下、参考文献（県指定文化財 - 松山市）参照）
- 木造天人面（宝物館蔵） - 昭和40年4月2日指定。
- 木造獅子頭（宝物館蔵） - 昭和40年4月2日指定。
- 木造菩薩面（宝物館蔵） - 24面。昭和43年3月8日指定。
- 大壇 - 昭和40年4月2日指定。
- 礼盤 - 昭和40年4月2日指定。
- 銅三鈷鈴 - 昭和43年3月8日指定。
- 絹本および毛髪地著色仏涅槃図 - 縦206.5 cm、横157.5 cmの掛軸仕立、鎌倉時代作。昭和40年4月2日指定。

松山市指定記念物（史跡）

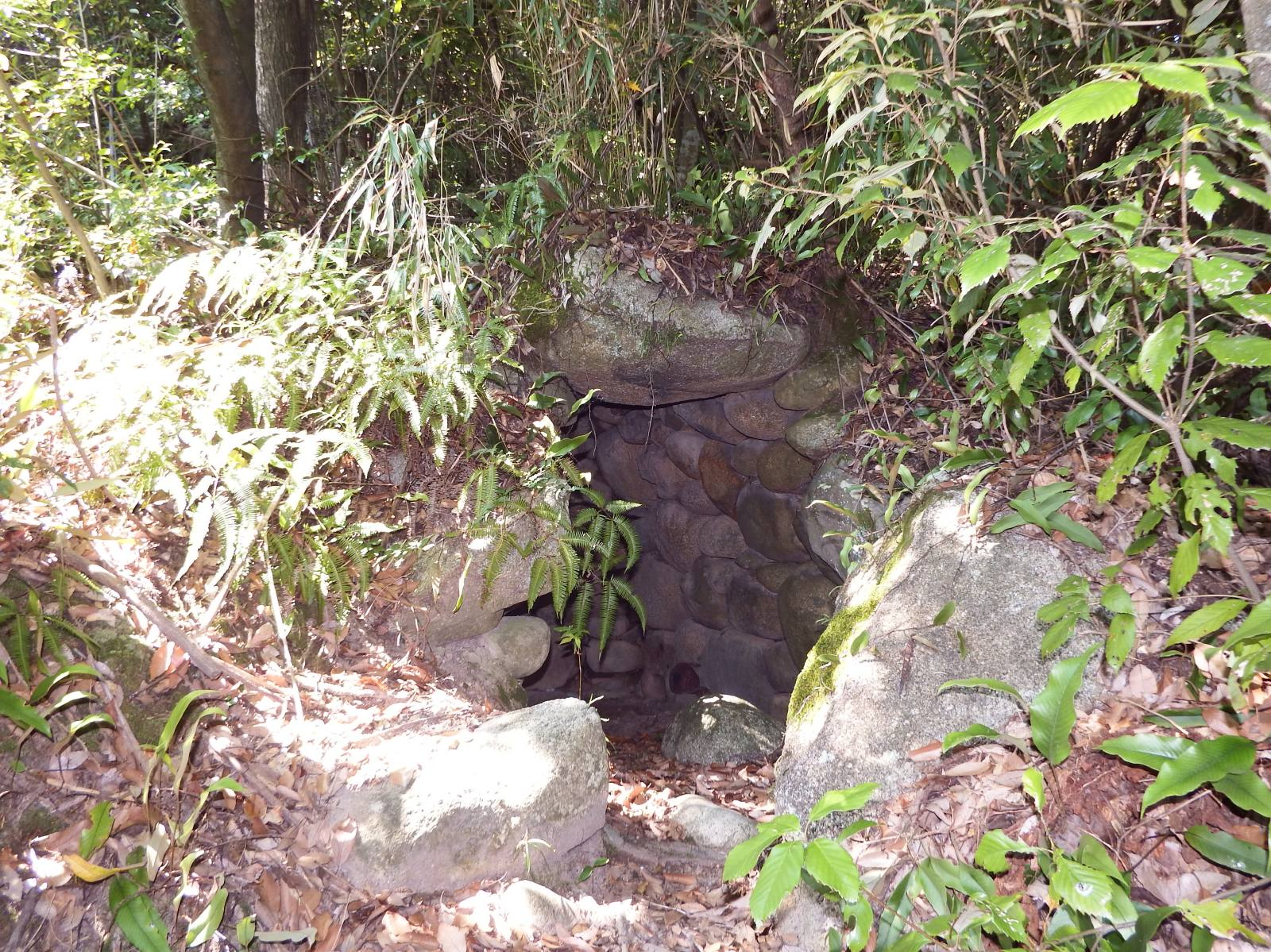
石手寺古墳第1号

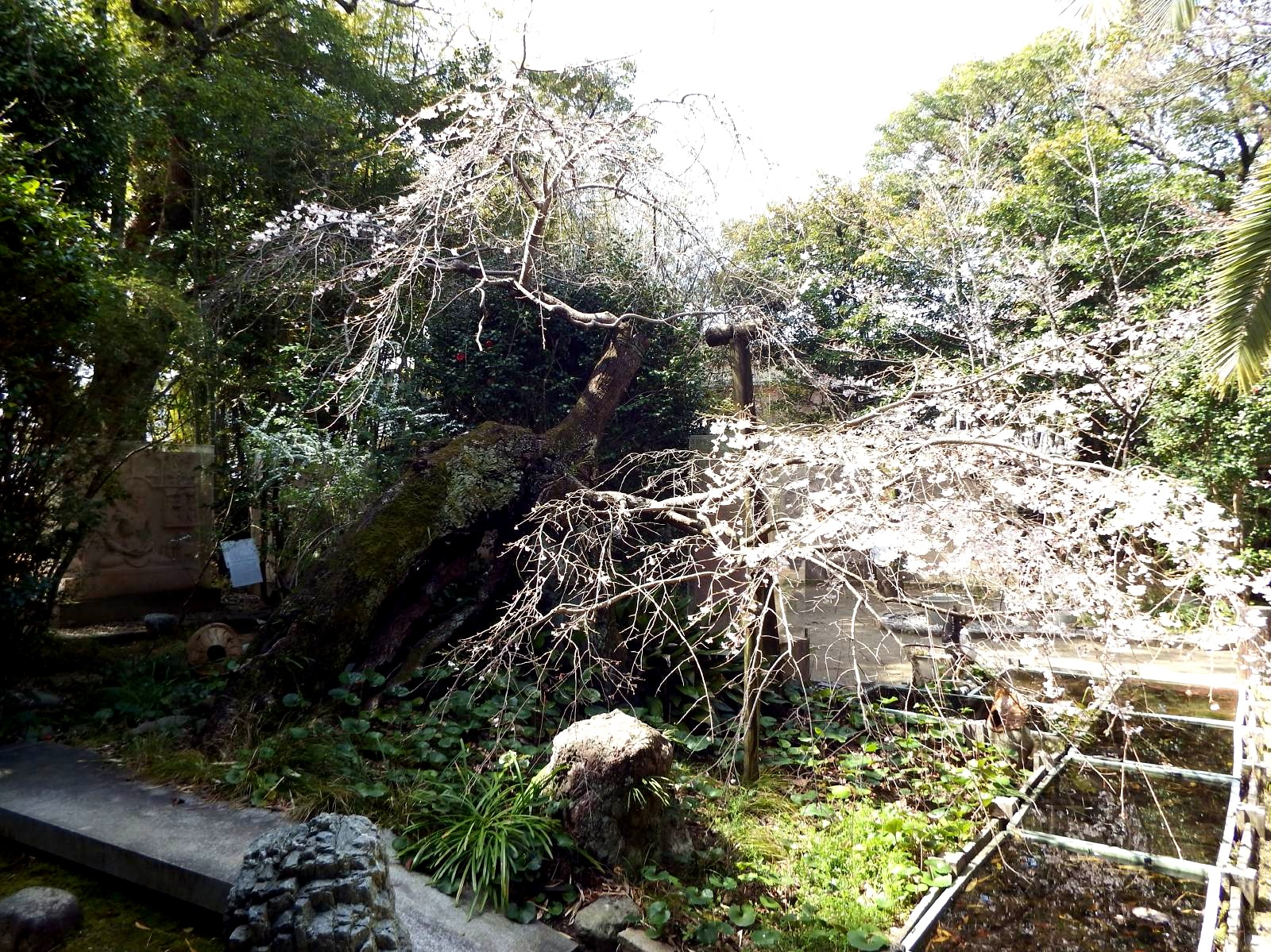
みかえりの桜

- 石手寺古墳第1号・第2号：横穴式石室、直径10 mの円墳。昭和42年5月24日指定[14]。（以下、参考文献（市指定文化財 - 松山市）参照）

松山市指定有形文化財
- 掛仏
- 鋳鉄燈籠基台
- 石手寺古文書
- 石剣
- 石手寺制札
- 石手寺仁王門棟札
- 石手寺訶梨帝母天堂棟札

松山市指定天然記念物
- みかえりの桜：大講堂の前にある老木。昭和38年11月1日指定。

## 行事
練供養
寺伝によると、十二社権現をはじめとする諸仏の来迎を夢に見た伊予太守の越智玉純が、十二社権現を祀るために建てた勅願所が、本寺の由来であるとされる。それを記念して、毎年4月4日、古式の作法に従い、諸仏の来迎を再現する「練供養」を行っている。また、その式典には奈良時代、鎌倉時代作の面や装束が用いられる。

## 交通案内
鉄道
- 伊予鉄道城南線（路面電車）- 道後温泉駅 下車 (1.3 km) (OSM経路図)

バス
- 伊予鉄バス石手寺バス停（8、52系統線 ） (OSM経路図)

道路
- 一般道：国道317号、愛媛県道187号六軒家石手線 石手寺前 (0.1 km)
- 自動車道：松山自動車道松山IC (6.5 km) (OSM経路図)

## 奥の院

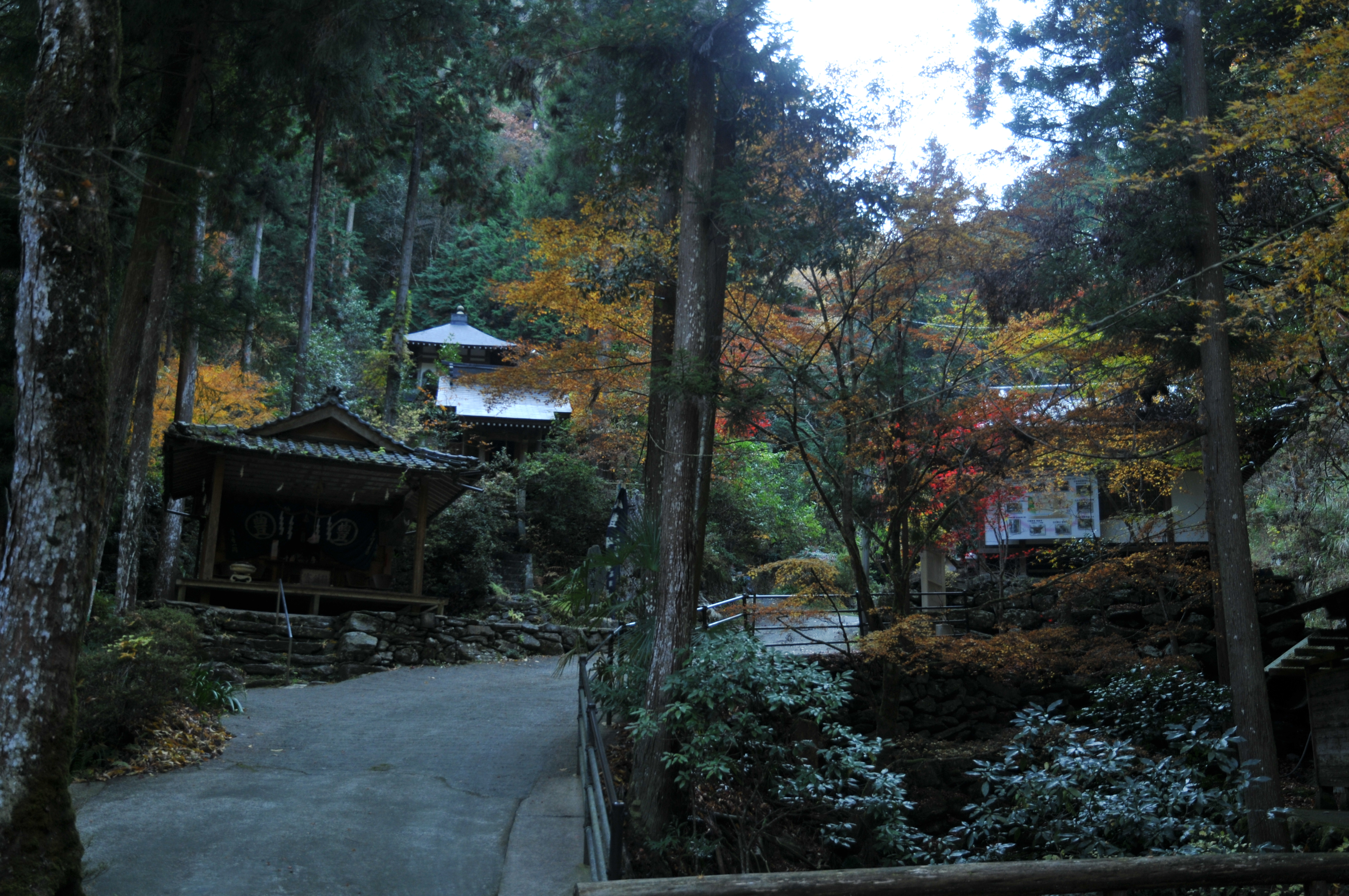
石鉄寺境内

石鉄寺（いしづちでら）
本尊は釈迦如来で、権現山山麓にある。昭和59年（1984年）開創。空海修行の地と伝えられる。入口付近では夏期にソーメン流しが催される。納経は当寺（石手寺）納経所で行っている。
- 所在地：愛媛県伊予郡砥部町総津1548 （石鉄寺）

## 周辺の番外霊場
義安寺
遍路にゆかりある河野家の霊を祀る。
- 所在地：愛媛県松山市道後姫塚114 （義安寺）

宝厳寺
空海の逗留の記録があり、一遍上人の生誕地と云われている。
- 所在地：愛媛県松山市道後湯月町 （宝厳寺）

蓮華寺
本尊は薬師如来、行基が開基と伝えられる。山頂には1,500年以上昔の霊所遺跡があり古くから尊信を集める霊地であった。
- 所在地：愛媛県松山市谷町257 （蓮華寺）

## 前後の札所
四国八十八箇所
50 繁多寺 --(2.8 km)-- 51 石手寺 --(10.7 km)-- 52 太山寺